# موچسب زینتی
موچسب زینتی (نام علمی: Parthenocissus tricuspidata)، که اگرچه یک پیچک نیست اما با نام‌های پیچک بوستون، پیچک ژاپنی و پیچک انگوری (به انگلیسی: Japanese creeper, Boston ivy, Grape ivy, Japanese ivy, and woodbine) نیز شناخته می‌شود، گیاهی گلدار از خانواده انگوریان است که بومی شرق آسیا در کشورهای ژاپن، کره و شمال و شرق چین است.
این گونه در ایران به عنوان گیاه زینتی و موچسب دیوارها کاشته می‌شود و در پاییز برگ‌هایش رنگی شده و زیبایی خاصی به منازل می‌دهد. در نواحی معتدله و معتدله سرد و به ویژه در تهران بیشتر از سایر نقاط کاشته می‌شود.

## ویژگی‌ها
این گیاه، درختچه‌ای برگریز، بالارونده، پیچان و چسبنده از گونه ویره است که می‌تواند با داشتن حامی مناسب تا ارتفاع ۳۰ متر یا بیشتر بلند شود و خود را با شاخه‌های کوچکی به سطح حامی‌اش می‌چسباند.
پرشاخه و با پیچک‌های کوتاه است. برگ‌ها دمبرگی باریک دارند و تخم‌مرغی پهن به عرض ۱۰–۲۰ سانتی‌متر، سه لوبه با لوب‌های دندانه‌اره‌ای درشت نوکدار، یا اصولاً در گیاهان جوان و شاخه‌های قاعده‌ای کوچکتر و در بخشی سه‌برگچه‌ای با برگچه‌های پایک‌دار، برگچه میانی واژتخم‌مرغی و برگچه‌های کناری تخم‌مرغی پهن مورب، در بخشی ساده و تخم‌مرغی پهن است.

## نگارخانه

پیچک بوستون بر دیواره یکی از ساختمان‌های دانشگاه شیکاگو
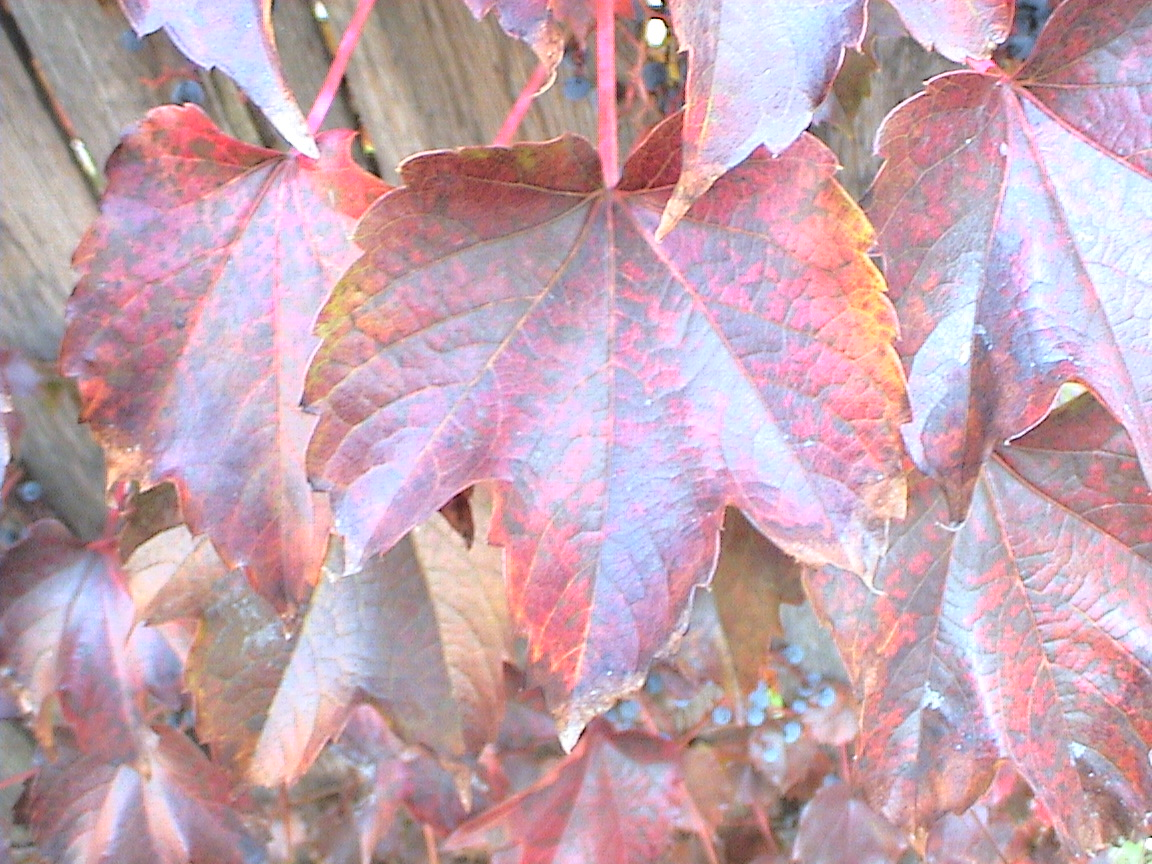
برگ‌های پیچک بوستون در پاییز
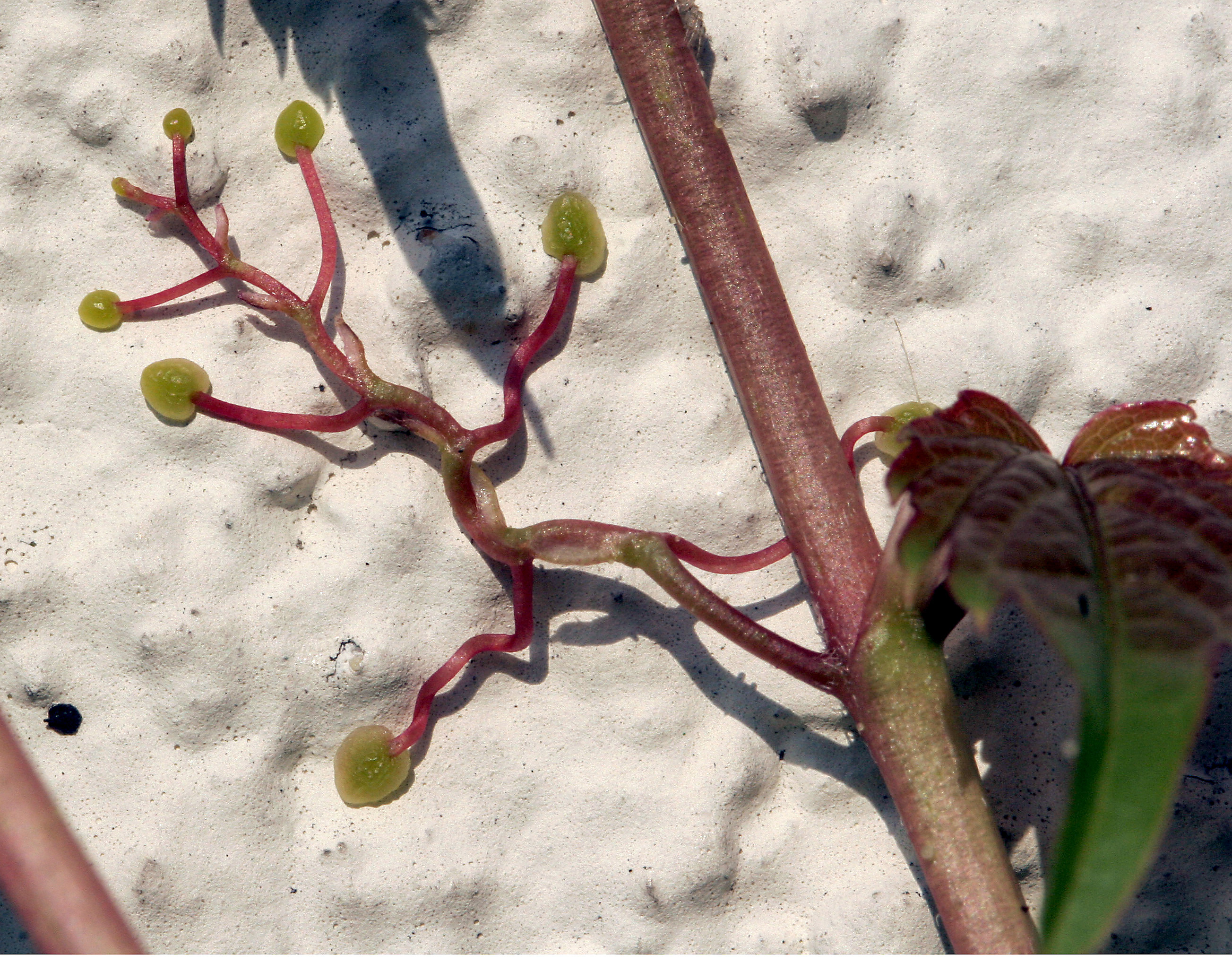
سطوح چسبان موچسب زینتی
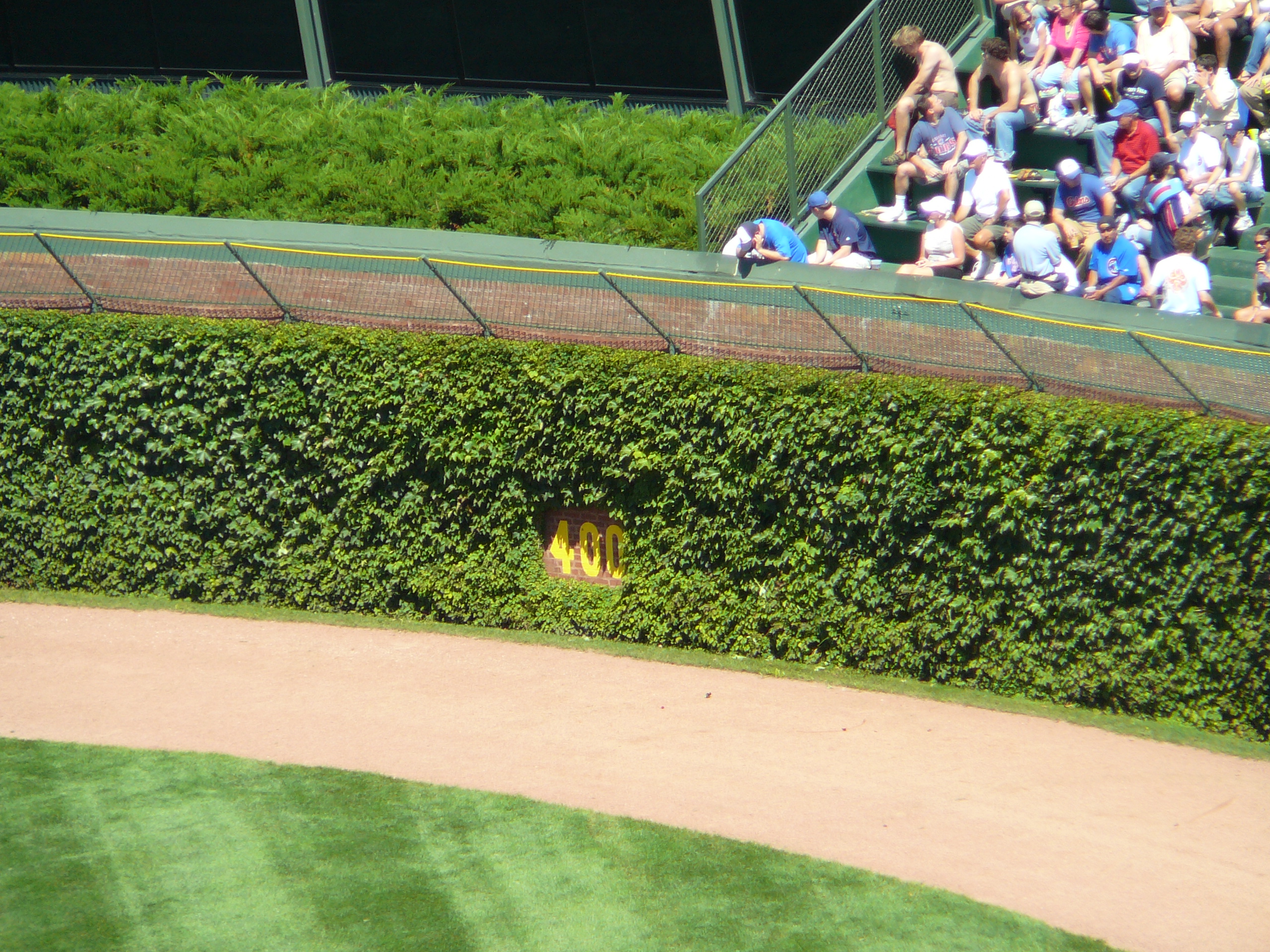
موچسب زینتی بر دیواره‌های زمین بیسبال زیگلی فیلد.
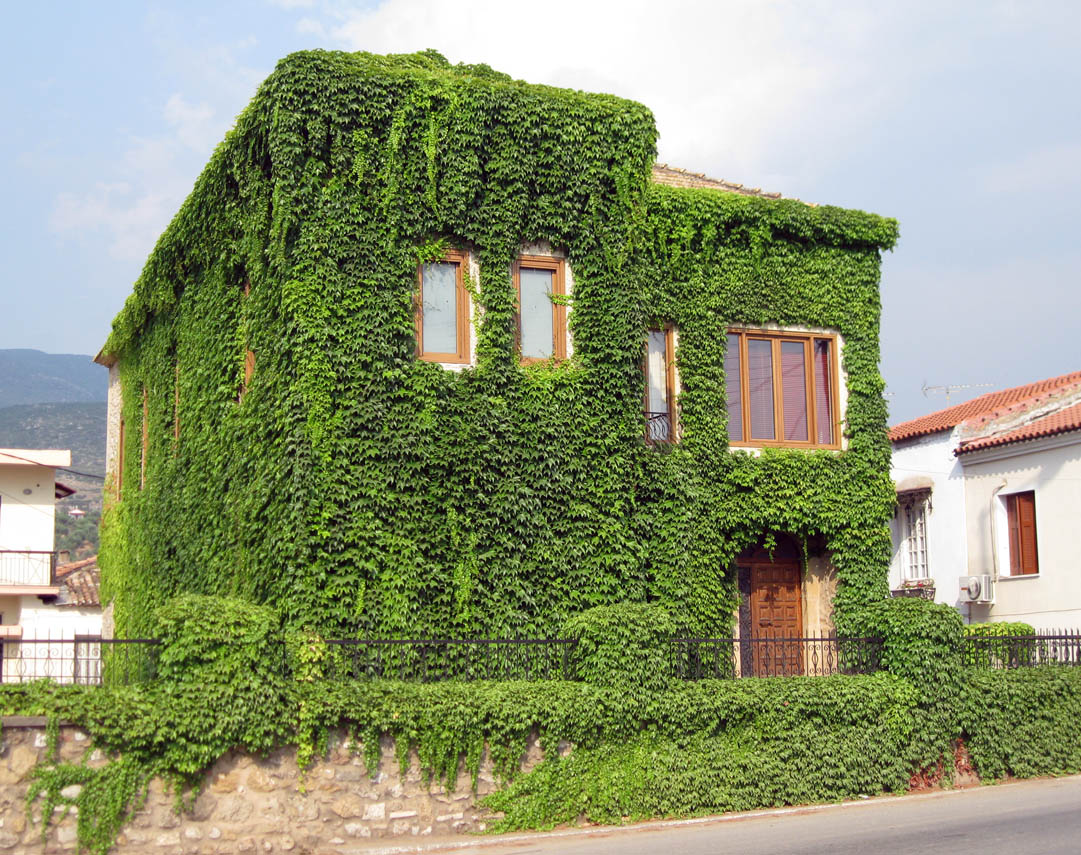
خانه‌ای سنگی در کالاماتا که دیواره‌هایش از موچسب زینتی پوشیده شده‌است.